# Baba Nobuharu

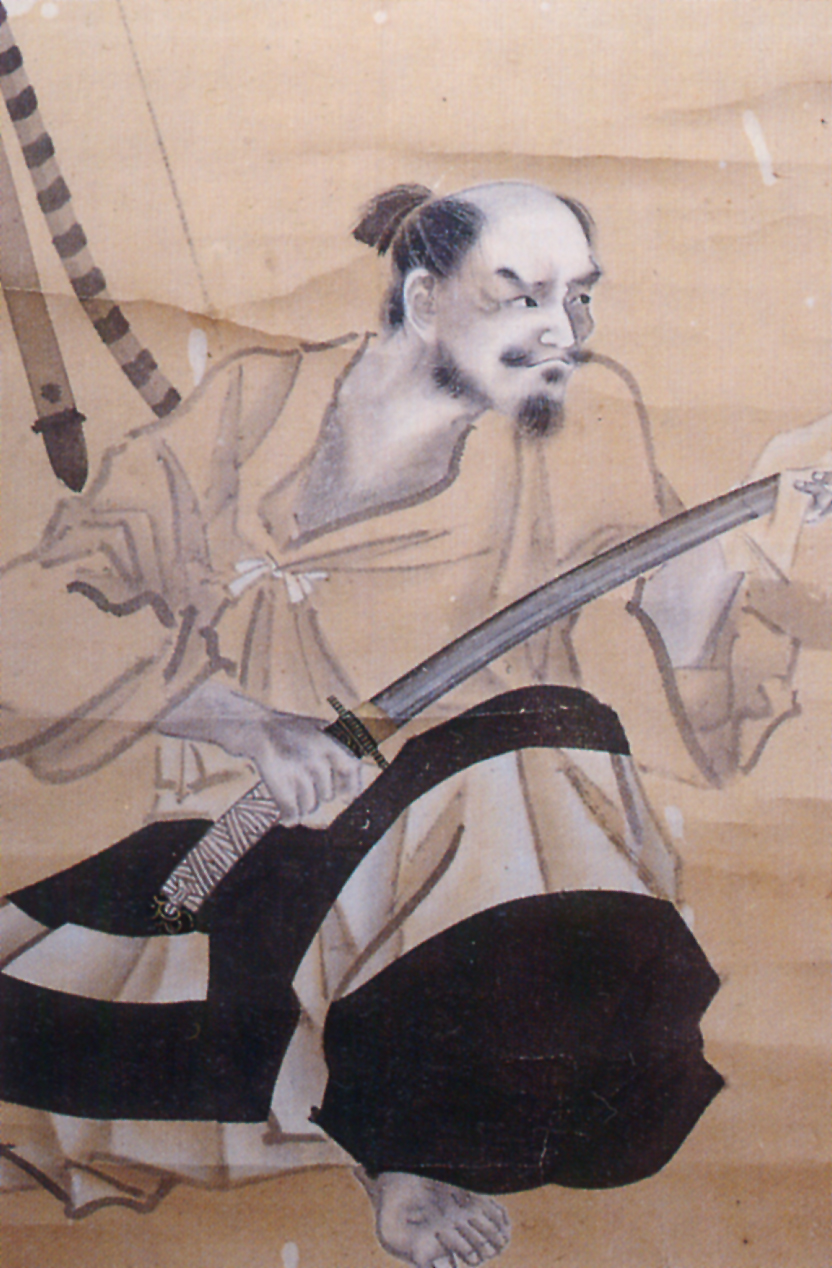
Baba Nobuharu

Baba Nobuharu (Japans: 馬場信春) (1514/1515 - 1575), ook bekend als Baba Nobufusa, was een samoerai uit de late Sengoku-periode. Hij verwierf faam als een van de Vierentwintig generaals van Takeda Shingen. Baba vocht mee in de slagen bij Mikatagahara en Nagashino, waar hij de voorhoede van de rechtervleugel van Takeda Katsuyori aanvoerde.
Nadat Takeda Shingen in 1550 kasteel Fukashi innam (het huidige kasteel Matsumoto), vertrouwde hij het toe aan Baba. In 1573 leidde Baba te Mikatagahara de voorhoede in de achtervolging van de troepen van Tokugawa Ieyasu naar kasteel Hamamatsu; toen hij zag dat de poort open was vermoedde hij onterecht dat het een val was en zette de aanval niet door. Drie jaar later kwam Baba om in de Slag bij Nagashino toen twee samoerai hem tegelijkertijd aanvielen met speren en onthoofdden.
De Koyo Gunkan (het familie archief van de Takeda) stelt dat  Shingen Nobuharu vaak raadpleegde over belangrijke zaken. Voor Nagashino, werd Nobuharu geroemd om het feit dat hij in 21 veldslagen zou hebben gevochten zonder een enkele verwonding. 